# Instituto de Energía Eléctrica

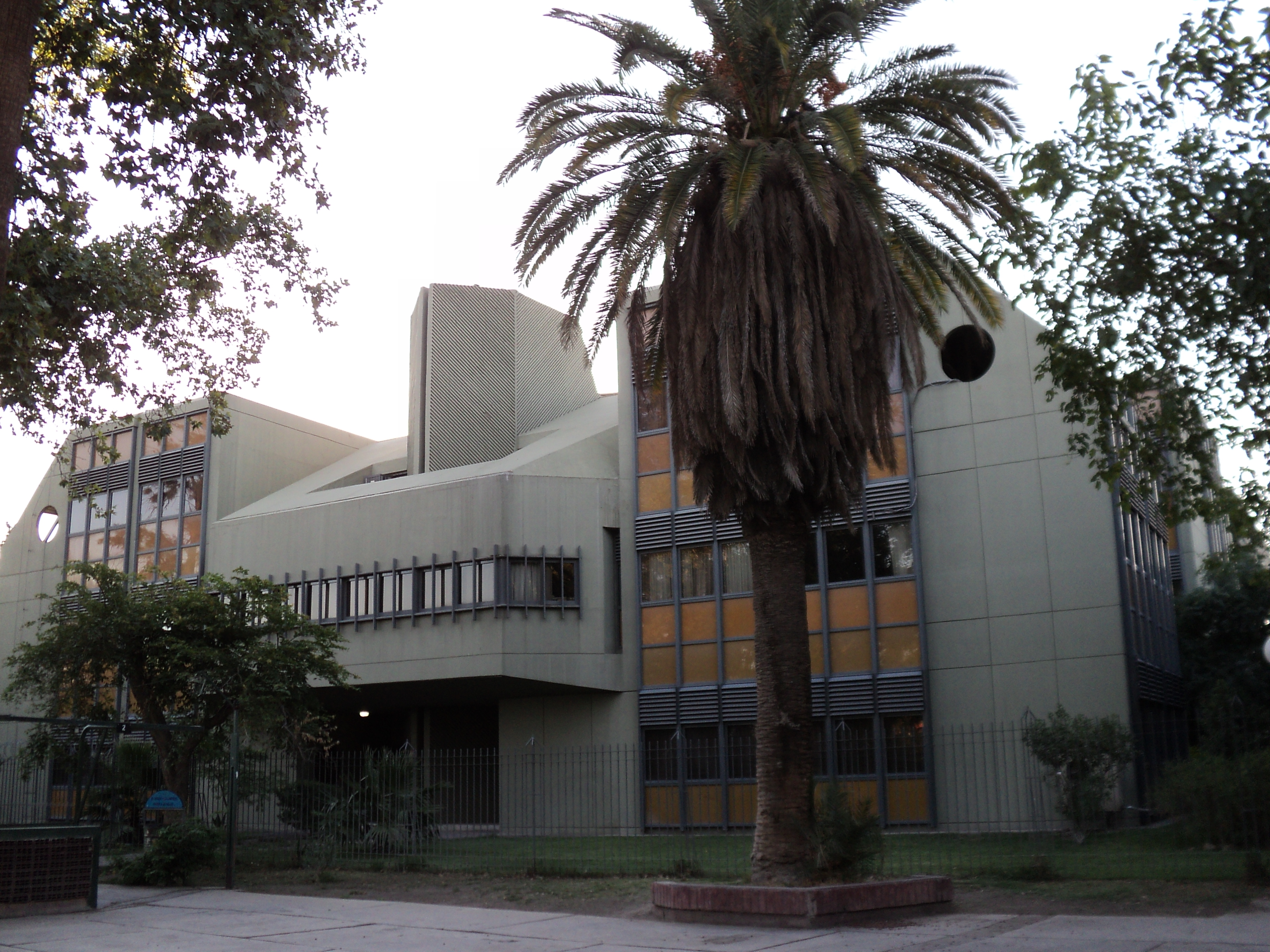
Imponente instituto desde la Av. Libertador

El Instituto de Energía Eléctrica (IEE) de la Facultad de Ingeniería, Universidad Nacional de San Juan, República Argentina, es una institución integrada por profesionales altamente especializados en la Argentina y en centros de investigación de excelencia del exterior. Sus áreas de actividad son:

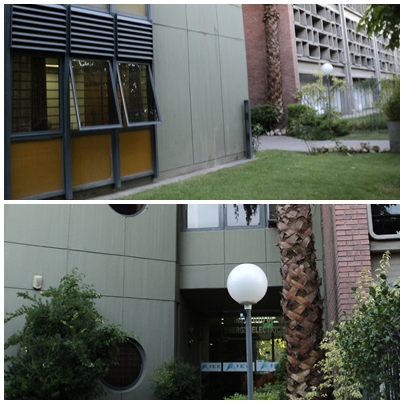
DISTINTAS CARAS DEL INSTITUTO DE ELECTRICIDAD

- Investigación y desarrollo de tecnología.
- Servicios de consultoría y transferencia tecnológica.
- Docencia universitaria de grado y posgrado.

El IEE tiene una vasta experiencia dado que desde 1973 realiza investigaciones aplicadas y participa en el desarrollo del sector eléctrico tanto de la República Argentina como de América Latina, a través de convenios de asesoramiento, formación de recursos humanos y transferencia de tecnología.
Su intensa actividad de transferencia a nivel industrial se fundamenta en los desarrollos tecnológicos de avanzada e investigaciones aplicadas, cubriendo los aspectos relativos a la operación, supervisión y expansión de sistemas eléctricos para la generación, transmisión, distribución y utilización de energía eléctrica. Los resultados se dan a conocer mediante publicaciones en congresos y revistas especializadas nacionales e internacionales.
La Fundación Universidad Nacional de San Juan (FUUNSAJ) proporciona al IEE el marco administrativo necesario para la concreción de sus actividades de transferencia al sector productivo.
La formación especializada de recursos humanos se concreta mediante la carrera de grado y los programas de Doctorado y Maestría en Ingeniería Eléctrica. Complementa su labor con el dictado de cursos regulares de posgrado, capacitación y perfeccionamiento para empresas.
- Datos: Q5918126